# Satyre et bacchante
Pour les articles homonymes, voir Satyre (homonymie) et Bacchante.
Satyre et bacchante, ou Satyre lutinant une nymphe, est un groupe en marbre, sculpté par James Pradier entre 1830 et 1834.
Son exposition au Salon de 1834 fit scandale par le réalisme et la sensualité du nu. Le groupe original en marbre est conservé depuis 1980 à Paris dans les collections du département des sculptures françaises du musée du Louvre (numéro d'inventaire : RF 3475). Le modèle en plâtre réalisé en 1830 est conservé au palais des Beaux-Arts de Lille.

## Historique
Exposée au Salon de 1834, la sculpture est refusée par le gouvernement. Elle est acquise par Anatole Demidoff, prince de San Donato et mécène, qui l'emporte en Italie. En 1870, lord Richard, marquis de Herford, en fait l'acquisition par l'intermédiaire de l'expert M. Manheim pour 10 300 francs. L'œuvre est léguée à John Murray Scott, qui la met en vente en 1904 à Paris. Elle se trouve alors dans la collection de G. Potin et, en 1940, dans celle d'Édouard Labouchère, dernier propriétaire privé de la sculpture. Elle est acquise en 1980 par le musée du Louvre avec la participation de la Société des amis du Louvre (numéro d'inventaire : RF 3475).

## L'œuvre

### Description
Dimensions de l'œuvre : 
- hauteur : 125 cm ;
- largeur : 112 cm ;
- profondeur : 78 cm.

Le satyre et la bacchante sont représentés à taille réelle, c’est-à-dire à échelle humaine, dans une scène de jeu érotique, ou de tentative de viol.
Le satyre est représenté mi-homme mi-bouc, avec des sabots, des cornes et une queue. Celui-ci a un genou au sol pendant que l’autre soutient le corps de la bacchante, sa main droite soutenant l’épaule de celle-ci. De sa main gauche, le satyre tire un drap fin, la dénudant complètement. La bacchante lui agrippe la chevelure de la main gauche et une corne de la main droite. Elle est couronnée de pampres, ses yeux sont mi-clos et un demi-sourire se dessine sur son visage. Penché vers la bacchante, le satyre la regarde avec une expression de désir.

### Réalisation
Avec l’assistance de son élève et disciple Antoine Étex, Pradier réalise le modelage en terre qui, une fois moulé en pâtre, est taillé dans un bloc de marbre monolithe entre 1830 et 1834. Le modèle en plâtre, patiné ocre est conservé dans la galerie des sculptures du palais des Beaux-Arts de Lille. Une restauration récente a confirmé l’hypothèse que ce groupe préparatoire en plâtre était bien le modello original, celui-ci montre des traces de mise aux points, caractéristiques d'un plâtre destiné à servir de modèle pour la taille du marbre. 
Selon Sara Vitacca se basant sur le témoignage d'Antoine Étex, le nu aurait été obtenu à partir d'un moulage sur nature, pratique réprouvée à l'époque. Concernant les modèles, les auteurs contemporains ont cru reconnaître dans la bacchante, les traits de Juliette Drouet,  maîtresse de Pradier à cette époque. Claire Maingeon avance aussi l'hypothèse que l'épouse du sculpteur, Louise Pradier (née d'Arcet) et décrite par Alexandre Dumas comme « remarquablement belle », ait pu lui servir de modèle. Le satyre a parfois été identifié comme un autoportrait de Pradier, bien qu'il rappelle plutôt les modèles antiques. Mais pour Claude Lapaire, il s'agit de manifestations de l'inconscient du sculpteur, plutôt que la volonté de reproduire des traits de personnes réelles.

Satyre et Bacchante (1830), modèle en plâtre, palais des Beaux-Arts de Lille
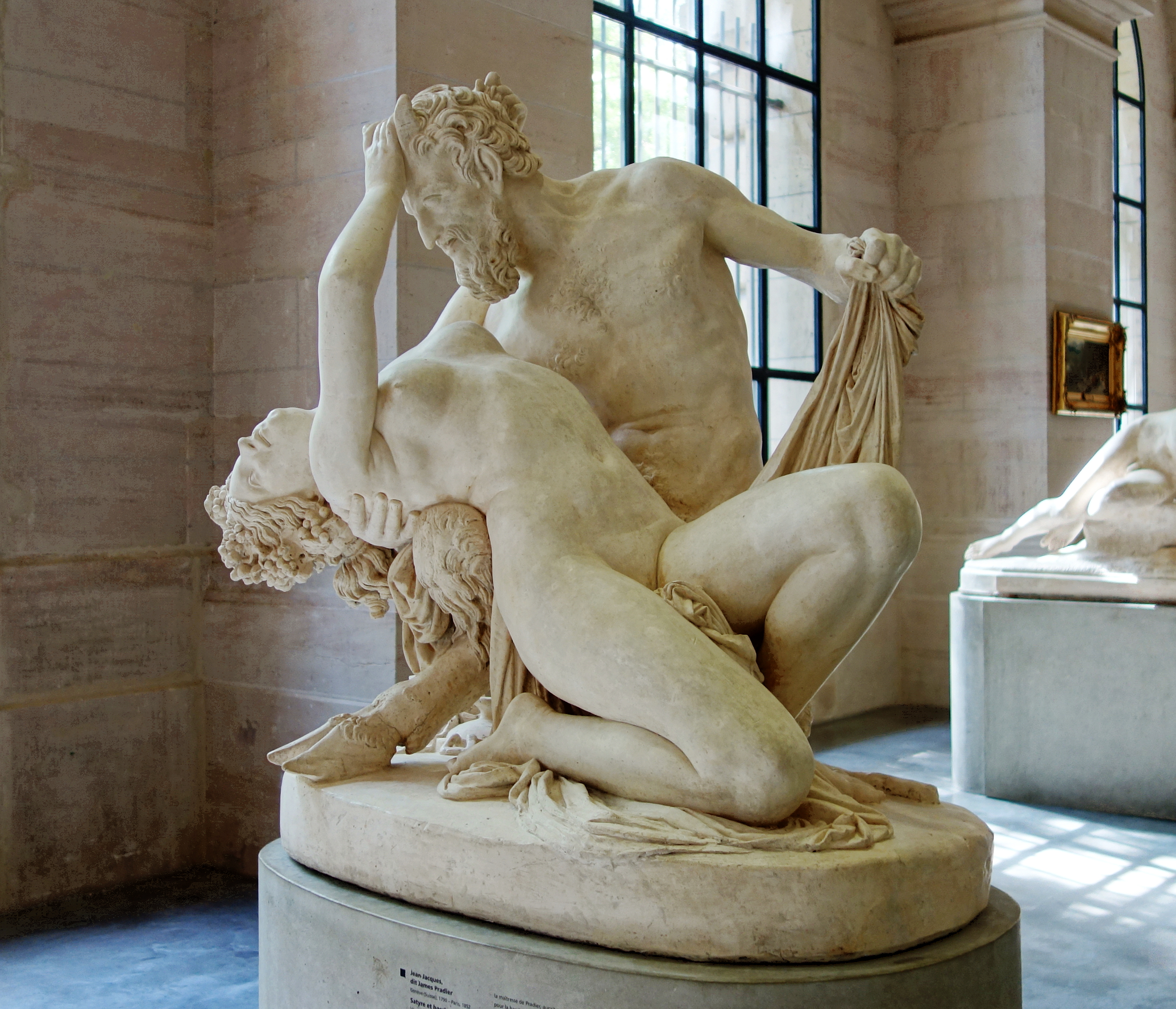
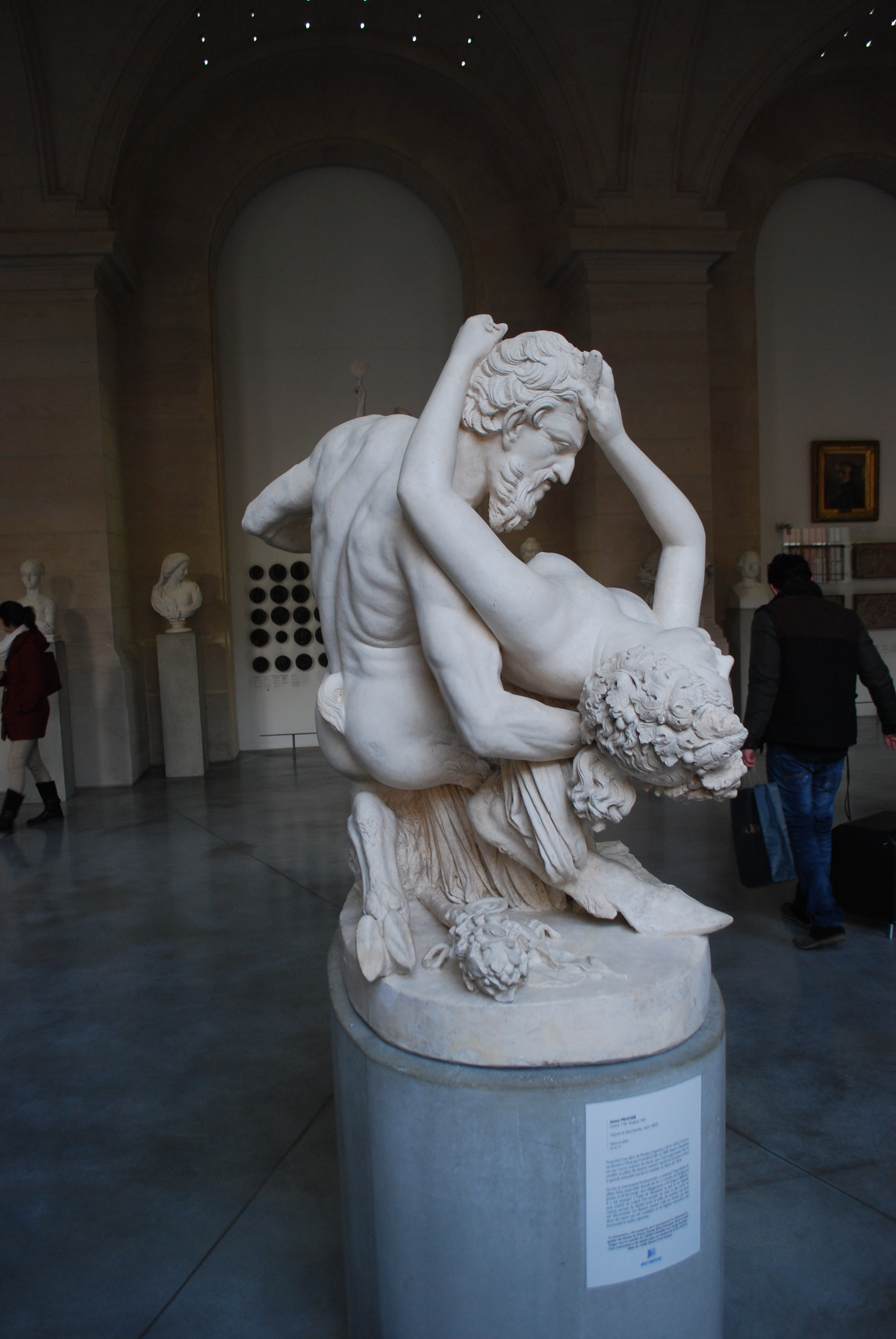
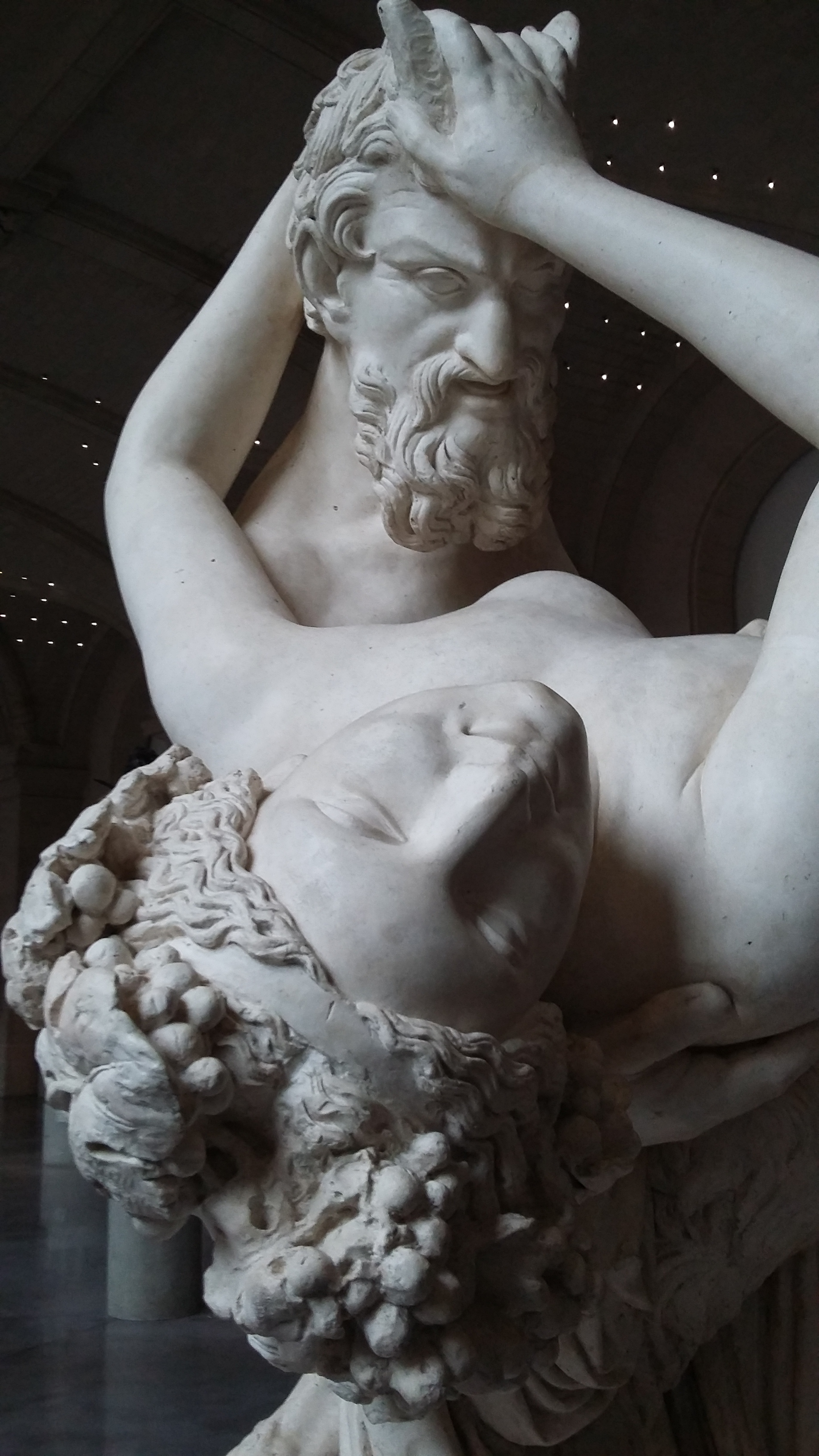

## Sources d'inspiration

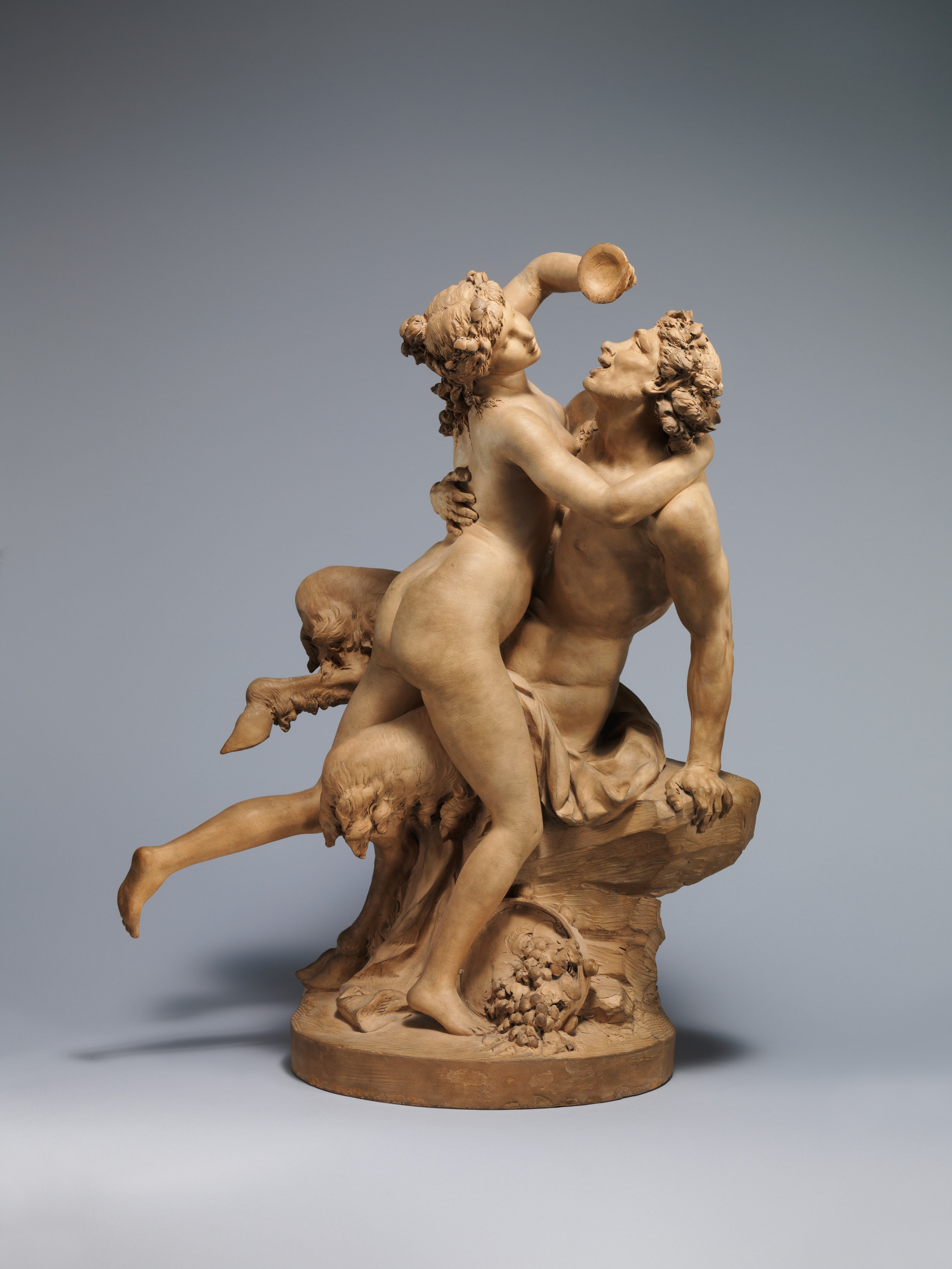
Clodion, L'Ivresse du vin, terre cuite Metropolitan Museum.

Le thème du satyre convoitant une bacchante est classique dans l'art érotique et prend son origine dans l'antiquité. On trouve des représentations de ce couple mythologique dans les vases attiques datés du VIe siècle, et les fresques des villas romaines telles qu'elles furent conservées à Herculanum et Pompéi. Une fresque d'Herculanum représentant un satyre dévoilant une ménade, conservée au cabinet secret du musée royal de Naples, a pu servir de source à Pradier pour sa sculpture. Lors de son exposition, les critiques contemporains considérant le sujet comme anachronique, y ont vu une influence de la sculpture rococo, caractéristique du style des terres cuites de Clodion, sculpteur ayant souvent abordé le thème de la bacchante, et des biscuits d'Étienne Maurice Falconet.

## Scandale de l'exposition
Lors de son exposition au Salon de 1834, le groupe de marbre provoque la polémique. Le jury du Salon ne pouvant interdire l'œuvre car Pradier est membre de l'Académie, la direction décide de placer le groupe de marbre dans un « réduit en retrait », afin d'en limiter l'impact sur le public. De même, l'État ne donne pas suite à la demande d'acquisition par le sculpteur. La sensualité du nu, dont le réalisme du traitement, notamment dans les détails des plis de la chair, son abandon, et le geste du satyre qui en retirant l'étoffe dévoile totalement la nudité de la bacchante, sont perçus par les critiques comme contraires à l'idéal de la statuaire néo-classique à laquelle Pradier était rattaché. D'autant plus que ce thème, habituellement réservé à des sculptures de petites dimensions, est ici représenté grandeur nature. En la voyant, les artistes, Alexandre-Gabriel Decamps et Arsène Letellier considèrent la sculpture comme impudique et dégoutante. Pour le critique Théophile Thoré, hormis son indécence, l'œuvre témoigne d'un esprit malade.

## Influence
La sculpture de Pradier a inspiré les artistes, tant sculpteurs que peintres, témoignant d'une importante influence de cette œuvre principalement dans l'art académique. Au Salon de 1861, William Bouguereau expose un Faune et une bacchante (Bruce Museum of Arts and Science (en)) directement inspiré par l'œuvre de Pradier. En 1874, Henri Gervex fait lui aussi référence à l'œuvre de Pradier avec Satyre et ménade (Montluçon, château des ducs de Bourbon). En sculpture, Auguste Clésinger s'en inspire pour son Satyre et bacchante de 1869 (Minneapolis Institute of Art). Mais c'est dans l'œuvre d'Albert-Ernest Carrier-Belleuse Satyre et Nymphe de 1868 (Paris, musée d'Orsay), que la référence au groupe de Pradier est la plus manifeste, reprenant la posture quasiment à l'identique en inversant les figures. 

Œuvres influencées par la sculpture de Pradier
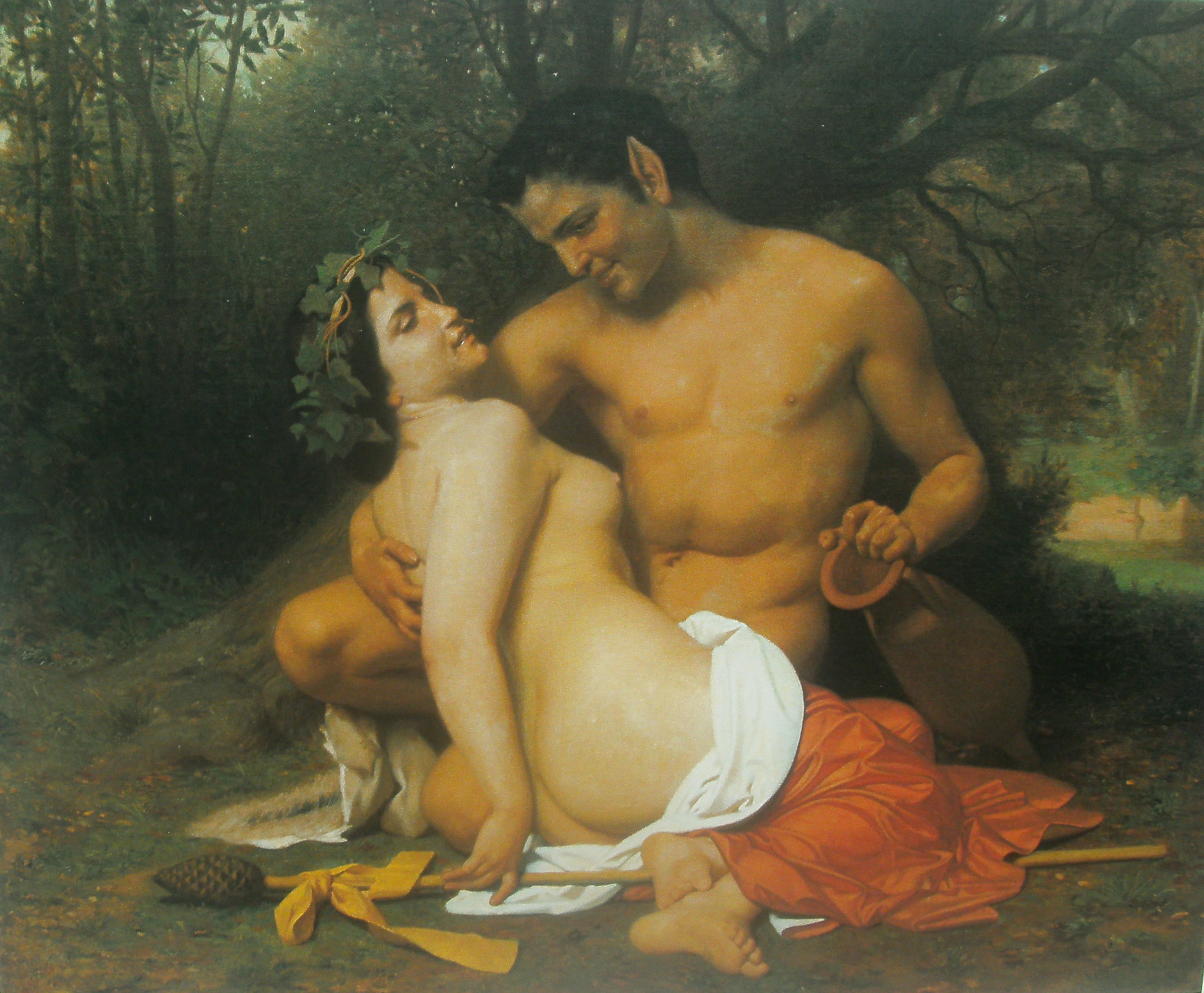
William Bouguereau, Faune et bacchante (1861), Bruce Museum of Arts and Science (en).
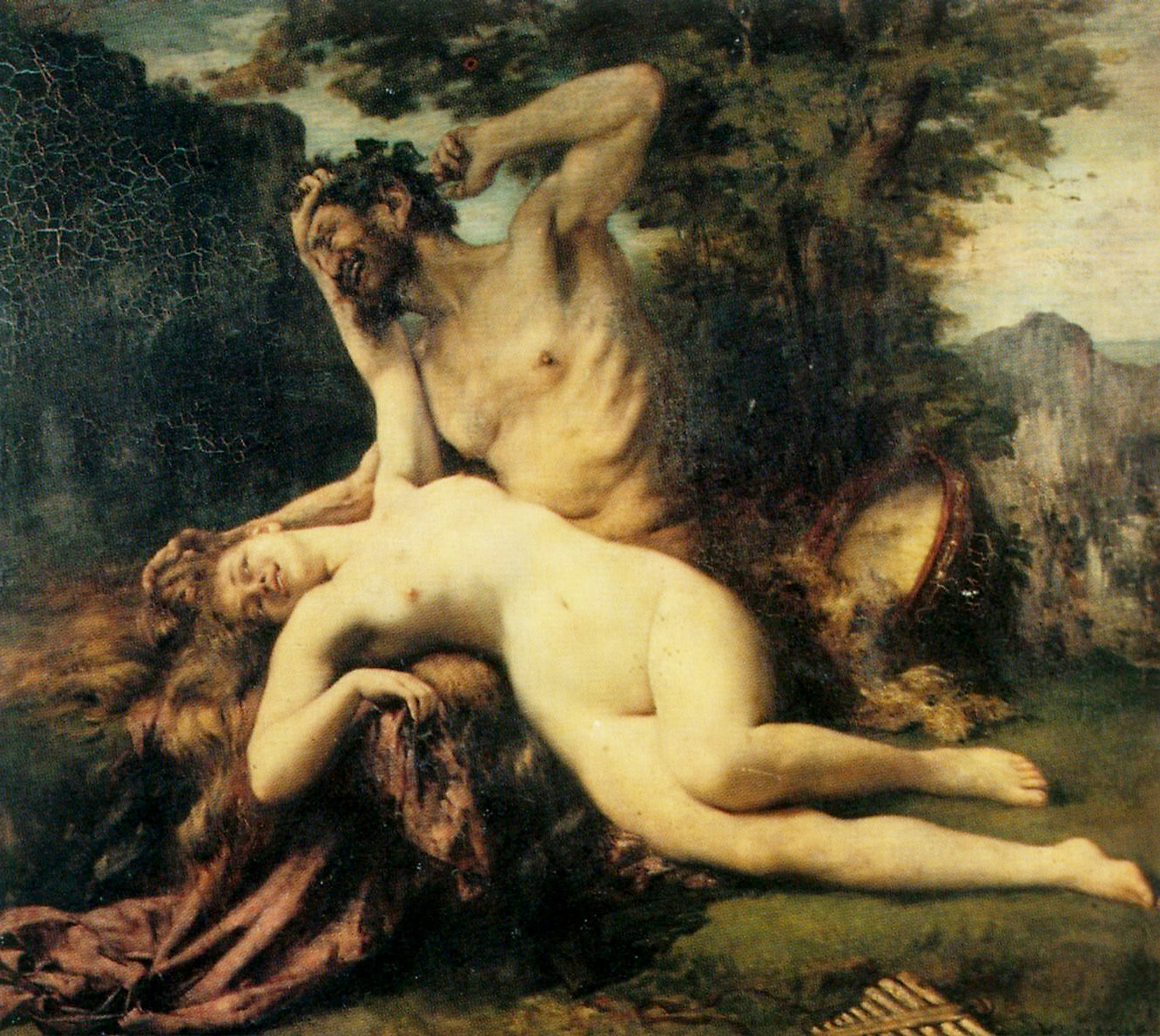
Henri Gervex, Satyre et ménade (1874), Montluçon, château des ducs de Bourbon.
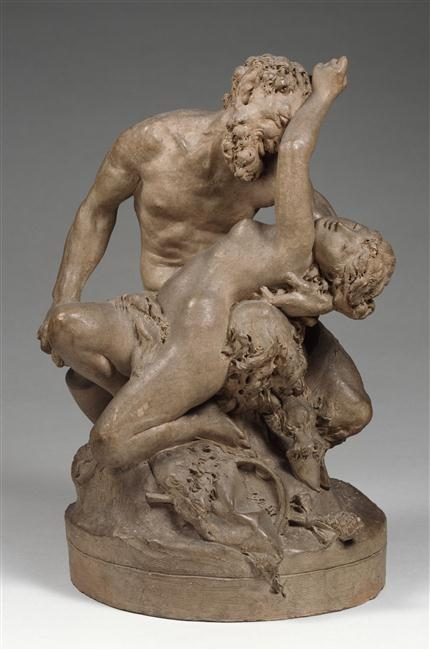
Albert-Ernest Carrier-Belleuse, Satyre et Nymphe (1868), Paris, musée d'Orsay.